# Sázava (Davle)
Sázava je vesnice v okrese Praha-západ, je součástí městyse Davle a leží v katastrálním území Sázava u Davle (sousedící katastrální území Sázava u Petrova patří k části Chlomek obce Petrov). Nachází se na pravém břehu Sázavy u jejího soutoku s Vltavou, naproti vlastní Davli, která se nachází převážně na levém břehu Vltavy).
Je zde evidováno 484 adres, z toho 84 jsou domy s popisnými čísly, 400 jsou převážně chaty s evidenčními čísly. K Sázavě patří nejen vesnice Sázava, ale i chatová osada Na Třešňovce na ostrohu jihovýchodně od vsi a téměř dvoukilometrový pás chat jihovýchodně proti toku Sázavy až k úrovni začátku Pikovic. Ostroh Na Třešňovce je od vesnice oddělen strží s bezejmenným potokem. U Pikovické ulice poblíž centra vsi se nachází kaplička svatého Jana Nepomuckého, asi půl kilometru dále proti proudu stojí památný dub. Usedlost čp. 2, jižně od kapličky, je chráněna jako kulturní památka.

## Historie
První písemná zmínka o vesnici pochází z roku 1000.

## Doprava
Podél pravého břehu Sázavy a Vltavy zde vede Vrané nad Vltavou – Čerčany, která má v místní části Sázava stanici Davle, v blízkosti její hranice je i zastávka Petrov-Chlomek. Po novém mostě přes Vltavu, postaveném roku 1991 a pojmenovaném most Vltavanů, do osady z Davle přichází silnice II/104, která ji serpentinou prochází jako Jílovská ulice a vede přes Petrov do Jílového u Prahy, po této silnici jezdí autobusová linka PID č. 444, která má v centru osady zastávku „Davle, Sázava“ a v horní části zastávku „Davle, Sázava, Třešňovka“. Starý most stojí níže po proudu Vltavy a po otevření nového mostu slouží již jen pěším a cyklistům. Podél řeky prochází červeně značená turistická trasa 0001, podél silnice do horní části vsi směrem na Petrov vede žlutě značená trasa, od nádraží po starém mostu přes Vltavu směrem do Davle zeleně značená trasa.